# Sanjie, Anhui
Sanjie (kinesiska: 三界) är en köping i östra Kina. Den ligger i Mingguang i staden Chuzhou i provinsen Anhui, omkring 110 kilometer nordost om provinshuvudstaden Hefei. Antalet invånare är 14168. Befolkningen består av 7 030 kvinnor och 7 138 män. Barn under 15 år utgör 16,0 %, vuxna 15-64 år 71 %, och äldre över 65 år 12,0 %.